# Aldona Skiba-Lickel
Aldona Skiba-Lickel (ur. 1962) – dyrektor artystyczny i reżyser Compagnie Arts Scéniques w Strasburgu.
Ukończyła studia na Wydziale Aktorskim PWST w Krakowie (1984). Jest uczennicą Anny Polony, Jerzego Treli, Jerzego Święcha, Marii Kościałkowskiej, Danuty Michałowskiej, Edwarda Lubaszenki, Ireny Babel, Izabeli Olszewskiej, Krzysztofa Globisza. Należy do grupy artystycznych wychowanków Joanny i Jana Kulmów. W roku 1985 debiutowała rolą Marii Magdaleny w "Hymnach" Kasprowicza  pod dyrekcją Danuty Michałowskiej. W 1985 debiutowała na scenie Teatru Bagatela w Krakowie rolą "Angeliki" w spektaklu "Pierścień i Róża" W. Thackeraya w reżyserii K. Orzechowskiego.
W 1987 roku wyjechała do Lizbony, gdzie podjęła współpracę artystyczną z Fundacją Gulbenkiana.
W 1991 roku obroniła doktorat na Wydziale Sztuki Spektaklu Uniwersytetu Sorbońskiego Paris III (Sorbonne Nouvelle Paris III) pod kierunkiem Prof. B. Picon-Vallin ("L'Acteur dans le théâtre de Tadeusz Kantor"). Jako asystent reżysera praktykowała u Antoin'a Vitez'a w Teatrze de Chaillot w Paryżu.
W 1990 roku wraz z międzynarodową grupą artystów opracowała projekt i stworzyła w Lizbonie Centrum Sztuki Scenicznej i Filmowej (Centro de Artes Escénicas - finansowane przez fundusz europejski), którym kierowała do 1994. Jej spektakl "Em busca de Proust" ("W poszukiwaniu. Prousta") został uznany przez krytyków portugalskich za najlepszy spektakl 1994 roku. Wśród  jej uczniów należy odnotować wybitnych aktorów i reżyserów portugalskich Helena Laureano, Annabella Teixeira, Carla Bolito, Victor de Oliveira, Marco Delgado, Ana Brandao, Joao Meireles, Antonio Simao, Gracinda Neves, Rafaela Santos. Spektakle "Os Posessos" (Biesy) F. Dostojewskiego, "Eu, Nastasia Filipovna" (Ja, Nastazja Filipowna) F. Dostojewskiego, "Em Busca de... Proust" ("W poszukiwaniu.. Prousta") zostały uznane przez stowarzyszenie krytyków za "krzyk pokolenia" i "nową drogę teatru w Portugalii".
W 1995 roku stworzyła w Strasburgu Teatr Compagnie Arts Scéniques. Reżyseruje i adaptuje dla potrzeb swego teatru we Francji i w Portugalii teksty Prousta, Bułhakowa, Dostojewskiego, Mrożka, Czechowa, Koltesa i Préverta. Tłumaczy dla teatru polskiego teksty Spychera i Koltesa, które też reżyseruje (prapremiera polska "Zachodniego wybrzeża" w Teatrze Współczesnym w Szczecinie).
Jest autorką pracy "Aktor według Kantora", wydanej w Polsce nakładem Ossolineum w 1995 i we Francji ed. Bouffonneries w 1991, oraz wielu esejów i prac z zakresu teorii teatru, publikowanych w Polsce, Francji, Portugalii, Hiszpanii, w Stanach Zjednoczonych, Argentynie, Rosji, Brazylii i Anglii. Jako wykładowca współpracowała z PWST w Krakowie, z Fundacją Gulbenkiana w Lizbonie, z portugalskim Narodowym Konserwatorium Teatralnym, z Instytutem Twórczości Teatralnej i Filmowej (IFICT) w Lizbonie, z Teatrem Comuna w Lizbonie, z Państwową Wyższą Szkołą Teatralną w Strasburgu oraz Instytutem Teatralnym w Barcelonie. W 2006 roku otrzymała w Paryżu Państwowy Dyplom Ministerstwa Kultury i Sztuki z zakresu teatru.
Teatr Compagnie Arts Scéniques powstał w Strasburgu w 1995 roku. W jego repertuarze znajdziemy spektakle w reżyserii i adaptacji Aldony Skiby-Lickel: "W poszukiwaniu Prousta" M. Prousta, "Ja, Nastazja Filipowna", "Biesy" i "Bracia Karamazow" F. Dostojewskiego, "Mistrz i Małgorzata" M. Bułhakowa, "Krawiec" i "Tango" S. Mrożka, "Trzy siostry" A. Czechowa, "Iwona, księżniczka Burgunda" W. Gombrowicza, "Kabaret albo Poeta w epoce surrealizmu" J. Préverta w akompaniamencie Flamenco, "Pit Bull" Spychera, "Śmierć i dziewczyna" A. Dorfmana,  "Tristan i Izolda" Béroula, "Tektonika uczuć" i "Małe zbrodnie małżeńskie" E.E. Schmitta,  "Pieśń nad Pieśniami - Chir Hachirim czyli Pieśń oburzonych" na podstawie tłumaczeń rabinicznych w języku francuskim, perskim i hebrajskim, "Antygona" Sofoklesa. Spektakle były prezentowane w Lizbonie, Strasburgu, Paryżu, Pradze, Warszawie, Wrocławiu, Barcelonie, Krakowie.
Od 1998 roku teatr brał udział w Europejskim Forum Nowej Dramaturgii we Wrocławiu, a także prezentował swoje spektakle w Polsce na zaproszenie Ambasady Francuskiej. Compagnie Arts Scéniques włącza do swoich spektakli artystów europejskich, takich jak: Violeta Barrio (flamenco - Instytut Teatralny w Barcelonie) Grażyna Walasek (aktorka - rola Iwony, Teatr im. S. Jaracza, Łódź), Elżbieta Terlikowska (scenografia i kostiumy, Wrocław), Barbara Kasprowicz (choreografia - Instytut Teatralny w Barcelonie), Waldemar Zawodziński (kostiumy i scenografia, Teatr im. S. Jaracza, Łódź), Maciej Kwinta - kompozytor muzyki. Teatr Compagnie Arts Scéniques jest subwencjonowany przez Ministerstwo Kultury i Sztuki, miasto Strasburg, Region Alzacja i Radę Generalną Dolnego Renu.
"Naszym zadaniem jest artystyczne poszukiwanie, twórczość bez barier i bez uprzedzeń. Pragniemy otworzyć wyobraźnię i serca widzów, pokazując im fantastyczny świat artystów przybyłych z różnych stron świata, ukazujących myśl, marzenia i metody nowego teatru, gdzie wszelkie wizje artystyczne, nasza kolektywna i indywidualna pamięć i wrażliwość mieszają się ze sobą, wzajemnie inspirują, dając podstawę do wspólnego tworzenia" - brzmi credo Compagnie Arts Scéniques.